# 許海清
許海清（1911年—2005年4月6日），臺灣企業家、政治人物、知名幫派人物，生於日治台灣台北州台北市艋舺（今台北市萬華區），幫派分子因而尊稱他為艋舺大仔、艋舺兄哥、艋舺阿哥，略稱艋哥，後因個頭小、長相斯文，神似蚊子，而改稱之為臺語音近的蚊哥，他有時則自嘲為許仔蚊，他在臺灣江湖中有重大影響力，時常調停全臺綠林紛爭，素有「黑道最後仲裁者」之稱。同時，他也和日本山口組、住吉會等極道團體交好。

## 生平
許海清雙親早逝，由外婆撫養長大，五歲時就在艋舺「河溝頭」（峨嵋街、武昌街和環河南路附近）撿拾廢棄水果，貼補家計。十歲時外婆過世，許海清從此自力更生，靠著拉板車運貨討生活。「河溝頭」是當時最大水果集散地，各路人馬匯集，許海清因而結識不少道上好友，並開始混跡江湖，俠義個性使然，從市場糾紛到黑道恩怨，許海清總能成功排解，由於處事明快、是非分明，許海清年方二十餘歲，就被推為艋舺（萬華）地方的老大。人稱「艋舺阿哥」（簡稱艋哥），艋哥綽號因此得名。
1945年日本投降，一些日本人撤離臺灣之前，遭到臺灣籍民眾的報復或搶掠，許海清同情那些日本人，於是義務出來調停，一位日軍軍官感動之下，送了他一箱金塊，这成為了他江湖上的本钱，他開始招收幫眾，數百名幫眾分為國防、外交、內政三個組，體力、武藝好的加入國防組，負責防衛各店鋪的安全或者與其他幫派打架；口才好、酒量好的加入外交組，負責行賄員警、或者與其他幫派談判、協商、搓圓仔湯；內政組則要管理賭場、錢莊、酒店等，聲勢如日中天。
1947年二二八事件期間，許海清憑著聲望化解不少官民衝突。他創立「香蕉青果公會」，成了公家與地方黑道角頭的溝通橋樑，也一併打開台灣香蕉外銷日本的通路，因而結識日本極道指定暴力團山口組、住吉會等幫會領袖。
許海清少使用暴力，多利用協調來解決事情交遊廣闊，政商關係良好，勢力是當時唯一能橫跨各大角頭和各大外省幫派屬於縱貫線級數的「任俠界教父」，更涉足政治，曾以國民黨籍高票當選第一屆台北市議會議員。早年在萬華地盤的生意，從賭場、當鋪、錢莊到舞廳、歌廳、酒店等特種行業，甚至是銀樓、餐館、水果店、中藥行、鐘錶行、計程車行、南北雜貨等普通生意都有，身邊有數百分屬不同勢力的首領級幫派分子靠攏，更有許多中南部的角頭願意聽從他的指示，隨時效命。
1984年11月中華民國政府為了消滅江南案的竹聯幫，連帶全台掃黑，執行一清專案，在公家的特別注目下，次年，許海清宣佈退出江湖，但仍時常為江湖弟兄調解糾紛，比如曾經到高雄調停過沙地幫與七賢幫多年的爭端。後來，在某次南下調解幫派糾紛時，途中意外發生車禍受傷，造成行動不便，加上重聽之故，晚年只偶爾在婚喪喜慶上露面而已。
享年94歲，過世時，治喪委員會榮譽主委是聞名日本極道的「戊己」何戊己，天道盟「圓仔花」鄭仁治擔任主委，其餘如曾任立法委員的「大貓」羅福助、「冬瓜標」顏清標、竹聯幫「周霸子」周榕、「趙霸子」趙爾文與「么么」黃少岑、四海幫「蔡霸子」蔡冠倫、「老賈」賈潤年、天道盟聯正會「雙伍」楊雙伍、濟公會「蕭濟公」蕭澤宏、同心會「芋粿」吳明貴、至尊會「文將」陳文將、華西街會「細漢他K」呂榮輝、松聯幫「劉邦」劉震邦、「豹哥」王知強、中聯幫「空信」張忠信、牛埔幫「牛財」葉明財、飛鷹幫「蔣哥」蔣佩廉、嘉義「瘋琴」盧照琴等本省、外省幫派大人物擔任副主委、委員、親友代表等，還有日本住吉會弔唁代表西口茂男及野口松男，共有十萬名江湖分子齊聚送葬，並宣布其出殯日（5月29日）為「黑道平安日」，禁止各幫派尋仇滋事，以紀念許海清。